# 강릉 단오제
강릉단오제(江陵端午祭, 영어: The Gangneung Danoje Festival)는 대한민국 강원특별자치도 강릉 지방에 전해지는 산신에 대한 제사 또는 축제이다. 국가무형문화재 제13호(1967년 지정)이며, 2005년 11월 25일에 '유네스코 세계인류구전 및 무형문화유산걸작'에 등록되었다.

## 시기
강릉단오제는 3월 말부터 준비하여 4월을 거쳐 5월 초에 여러 차례 단오굿을 실행한다.
강릉단오제는 한국의 태백산맥 동쪽에 자리 잡은 강릉시와 인근 지역에서 해마다 열린다.

## 역사
서진의 진수가 쓴 삼국지 위서의 30권 오환선비동이전(烏丸鮮卑東夷傳)에는 5월에 진행되는 행사로 다음과 같은 구절이 있다.
| “ | 한(韓)이 5월에 귀신에게 제사를 지내고, 사람들이 모여 음주가무를 쉬지 않고 한다. 常以五月下種訖 祭鬼神 群衆歌舞飮酒 晝夜無休 | ” |

여기에서는 정확한 명칭은 발견되지 않는다. 따라서 단오에 대한 기원에서 가장 많이 참고되는 서적이 《삼국사기》와 《삼국유사》이다. 여기에는 오월 단오날에 시조신에게 제사를 지냈다는 기록이 남아있다. 이 대목에서 삼한의 5월제가 단오의 유래가 되었다는 설이 유력하다.
고려가요 동동(動動)에는 단어를 수릿날로 기록하고 있으며, 고려시대에는 왕이 조상에게 제를 지내고, 단오시를 짓고 놀이로 그 날을 기념하였다.
조선조는 한 때 단오놀이를 금지시켰지만, 국가적인 공휴일로 삼았다.
강릉단오제는 1967년 국가무형문화재 제13호로 등록되었고, 2005년 11월에는 유네스코가 지정하는 인류구전 및 무형유산 걸작으로 등록되었다.

## 같이 보기
- 한국의 단오
- 강릉단오제전수교육관